# Championnats de France d'athlétisme 2021
Navigation
Championnats 2020 Championnats 2022
Les Championnats de France d'athlétisme « Élite » 2021 se déroulent  du 25 au 27 juin 2021, au Stade du Lac de Maine d'Angers, qui accueille pour la cinquième fois cette compétition, après 2005, 2009, 2012 et 2016.
38 épreuves figurent au programme de cette compétition (19 masculines et 19 féminines).

## Programme
| Finales | 26 juin | 27 juin |
| ------- | ------- | ------- |
| Hommes  | ...     | ...     |
| Femmes  | ...     | ...     |

## Résultats

### Hommes
| Épreuves | Or                                | Argent                              | Bronze                                         |
| --- | --------------------------------- | ----------------------------------- | ---------------------------------------------- |
| 100 m (vent : - 1,0 m/s) | Mouhamadou Fall 10 s 29           | Méba-Mickaël Zézé 10 s 40           | Ryan Zézé 10 s 49                              |
| 200 m (vent : - 1,5 m/s) | Mouhamadou Fall 20 s 61           | Ryan Zézé 21 s 09                   | Jeff Erius 21 s 22                             |
| 400 m | Gilles Biron 45 s 99              | Muhammad Abdallah Kounta 46 s 05 PB | Mame-Ibra Anne 46 s 27                         |
| 800 m | Benjamin Robert 1 min 48 s 46     | Gabriel Tual 1 min 48 s 86          | Hugo Houyez 1 min 49 s 52                      |
| 1 500 m | Baptiste Mischler 3 min 42 s 57   | Alexis Miellet 3 min 43 s 06        | Azeddine Habz 3 min 43 s 25                    |
| 5 000 m | Hugo Hay 13 min 34 s 08           | Jimmy Gressier 13 min 35 s 94       | Yann Schrub 13 min 37 s 22 PB                  |
| 110 m haies (vent : + 0,8 m/s) | Wilhem Belocian 13 s 15 PB        | Aurel Manga 13 s 24 PB              | Just Kwaou-Mathey 13 s 40                      |
| 400 m haies | Wilfried Happio 49 s 50           | Ludvy Vaillant 50 s 05              | Nicolas-Jean Moulin 50 s 98 PB                 |
| 3 000 m steeple | Alexis Phelut 8 min 21 s 22       | Djilali Bedrani 8 min 21 s 62       | Louis Gilavert 8 min 24 s 55                   |
| 10 000 m marche | Gabriel Bordier 39 min 31 s 61 PB | Kévin Campion 39 min 40 s 70        | Aurélien Quinion 40 min 57 s 03 PB             |
| Saut en hauteur | Nathan Ismar 2,19 m SB            | Maxime Dubiez 2,13 m                | Sébastien Micheau 2,13 m Dorian Tharaud 2,13 m |
| Saut à la perche | Ethan Cormont 5,70 m              | Renaud Lavillenie 5,70 m            | Valentin Lavillenie 5,65 m                     |
| Saut en longueur | Augustin Bey 7,90 m               | Yann Randrianasolo 7,81 m           | Jules Pommery 7,79 m                           |
| Triple saut | Jean-Marc Pontvianne 16,88 m      | Benjamin Compaoré 16,79 m           | Melvin Raffin 16,78 m                          |
| Lancer du poids | Frédéric Dagée 20,75 m PB, NR, CR | Yann Moisan 18,17 m PB              | Antoine Duponchel 18,14 m                      |
| Lancer du disque | Tom Reux 60,68 m PB               | Lolassonn Djouhan 60,33 m           | Lael Tirnan 54,09 m PB                         |
| Lancer du marteau | Hugo Tavernier 72,80 m            | Yann Chaussinand 72,58 m            | Jean-Baptiste Bruxelle 70,33 m                 |
| Lancer du javelot | Teuraiterai Tupaia 79,05 m        | Rémi Conroy 74,12 m                 | Lenny Brisseault 70,18 m                       |
| Décathlon | Ruben Gado 7 627 pts              | Arthur Prévost 7 354 pts PB         | Valentin Charles 7 232 pts                     |
| Records et Performances - AR : Record continental (area record) - CR : Record des championnats (championship record) - MR : Record du meeting (meet record) - NR : Record national (national record) - OR : Record olympique (olympic record) - PR : Record paralympique (paralympic record) - PB : Record personnel (personal best) - SB : Meilleure performance personnelle de la saison (season's best) - WL : Meilleure performance mondiale de l'année (world leader) - WJR : Record du monde junior (world junior record) - WR : Record du monde (world record) Circonstances et Conditions - DNF : N'a pas terminé (did not finish) - DNS : N'a pas pris le départ (did not start) - DQ : Disqualification (disqualification) - NM : Aucun essai valable enregistré (No Mark) - Q : Qualifié « directement » au prochain tour (ou à la prochaine compétition), lors d'une compétition majeure, grâce au classement ou à la réalisation des minima (automatic qualifier) - q : Qualifié au prochain tour (ou à la prochaine compétition), lors d'une compétition majeure, grâce au repêchage ou à la réalisation de l'une des meilleures performances parmi celles des « non qualifiés directement » (grâce au meilleur temps ou à la meilleure distance par exemple) (secondary qualifier) |                                   |                                     |                                                |

### Femmes
| Épreuves | Or                                 | Argent                              | Bronze                              |
| --- | ---------------------------------- | ----------------------------------- | ----------------------------------- |
| 100 m (vent : - 0,1 m/s) | Orlann Ombissa-Dzangue 11 s 29 SB  | Cynthia Leduc 11 s 30 PB            | Carolle Zahi 11 s 34                |
| 200 m (vent : - 0,7 m/s) | Carolle Zahi 23 s 24               | Gémima Joseph 23 s 37               | Wided Atatou 23 s 38                |
| 400 m | Amandine Brossier 51 s 47          | Floria Gueï 51 s 77                 | Brigitte Ntiamoah 52 s 21 PB        |
| 800 m | Rénelle Lamote 2 min 0 s 35        | Charlotte Pizzo 2 min 1 s 40        | Mériem Sahnoune 2 min 1 s 75 PB     |
| 1 500 m | Aurore Fleury 4 min 11 s 39        | Charlotte Mouchet 4 min 11 s 90 PB  | Bérénice Cleyet-Merle 4 min 11 s 97 |
| 5 000 m | Leila Hadji 15 min 48 s 74 PB      | Alessia Zarbo 15 min 53 s 02 SB     | Susan Jeptooo 15 min 54 s 84        |
| 100 m haies (vent : - 0,7 m/s) | Cyréna Samba-Mayela 12 s 80        | Laura Valette 12 s 89               | Fanny Quenot 12 s 97                |
| 400 m haies | Shana Grebo 56 s 84 PB             | Camille Séri 57 s 14 PB             | Agnès Raharolahy 57 s 16 PB         |
| 3 000 m steeple | Flavie Renouard 9 min 46 s 81      | Alexa Lemitre 9 min 49 s 18 PB      | Claire Palou 9 min 49 s 43          |
| 10 000 m marche | Clémence Beretta 44 min 47 s 78 PB | Pauline Stey 45 min 3 s 76 PB       | Eloïse Terrec 45 min 29 s 48 PB     |
| Saut en hauteur | Laureen Maxwell 1,91 m PB          | Solène Gicquel 1,89 m PB            | Juliette Perez 1,82 m               |
| Saut à la perche | Margot Chevrier 4,51 m PB          | Jade Vigneron 4,30 m PB             | Elina Giallurachis 4,30 m           |
| Saut en longueur | Yanis David 6,63 m SB              | Marie-Jeanne Ourega 6,51 m          | Rougui Sow 6,46 m SB                |
| Triple saut | Victoria Josse 13,71 m PB          | Jeanine Assani-Issouf 13,66 m       | Ilionis Guillaume 13,31 m           |
| Lancer du poids | Amanda Ngandu-Ntumba 16,28 m PB    | Caroline Métayer 15,68 m            | Nadège Mendy 15,01 m                |
| Lancer du disque | Mélina Robert-Michon 60,88 m       | Irène Donzelot 55,72 m SB           | Amanda Ngandu-Ntumba 55,69 m        |
| Lancer du marteau | Alexandra Tavernier 73,85 m        | Rose Loga 69,48 m                   | Loreleï Taillandier 62,18 m         |
| Lancer du javelot | Jöna Aigouy 56,64 m                | Alizée Minard 54,00 m               | Evelina Mendes 50,45 m SB           |
| Heptathlon | Esther Turpin 5 806 pts SB         | Antoinette Nana Djimou 5 738 pts SB | Annaelle Nyabeu Djapa 5 729 pts     |
| Records et Performances - AR : Record continental (area record) - CR : Record des championnats (championship record) - MR : Record du meeting (meet record) - NR : Record national (national record) - OR : Record olympique (olympic record) - PR : Record paralympique (paralympic record) - PB : Record personnel (personal best) - SB : Meilleure performance personnelle de la saison (season's best) - WL : Meilleure performance mondiale de l'année (world leader) - WJR : Record du monde junior (world junior record) - WR : Record du monde (world record) Circonstances et Conditions - DNF : N'a pas terminé (did not finish) - DNS : N'a pas pris le départ (did not start) - DQ : Disqualification (disqualification) - NM : Aucun essai valable enregistré (No Mark) - Q : Qualifié « directement » au prochain tour (ou à la prochaine compétition), lors d'une compétition majeure, grâce au classement ou à la réalisation des minima (automatic qualifier) - q : Qualifié au prochain tour (ou à la prochaine compétition), lors d'une compétition majeure, grâce au repêchage ou à la réalisation de l'une des meilleures performances parmi celles des « non qualifiés directement » (grâce au meilleur temps ou à la meilleure distance par exemple) (secondary qualifier) |                                    |                                     |                                     |